# Olaszország vasútállomásai

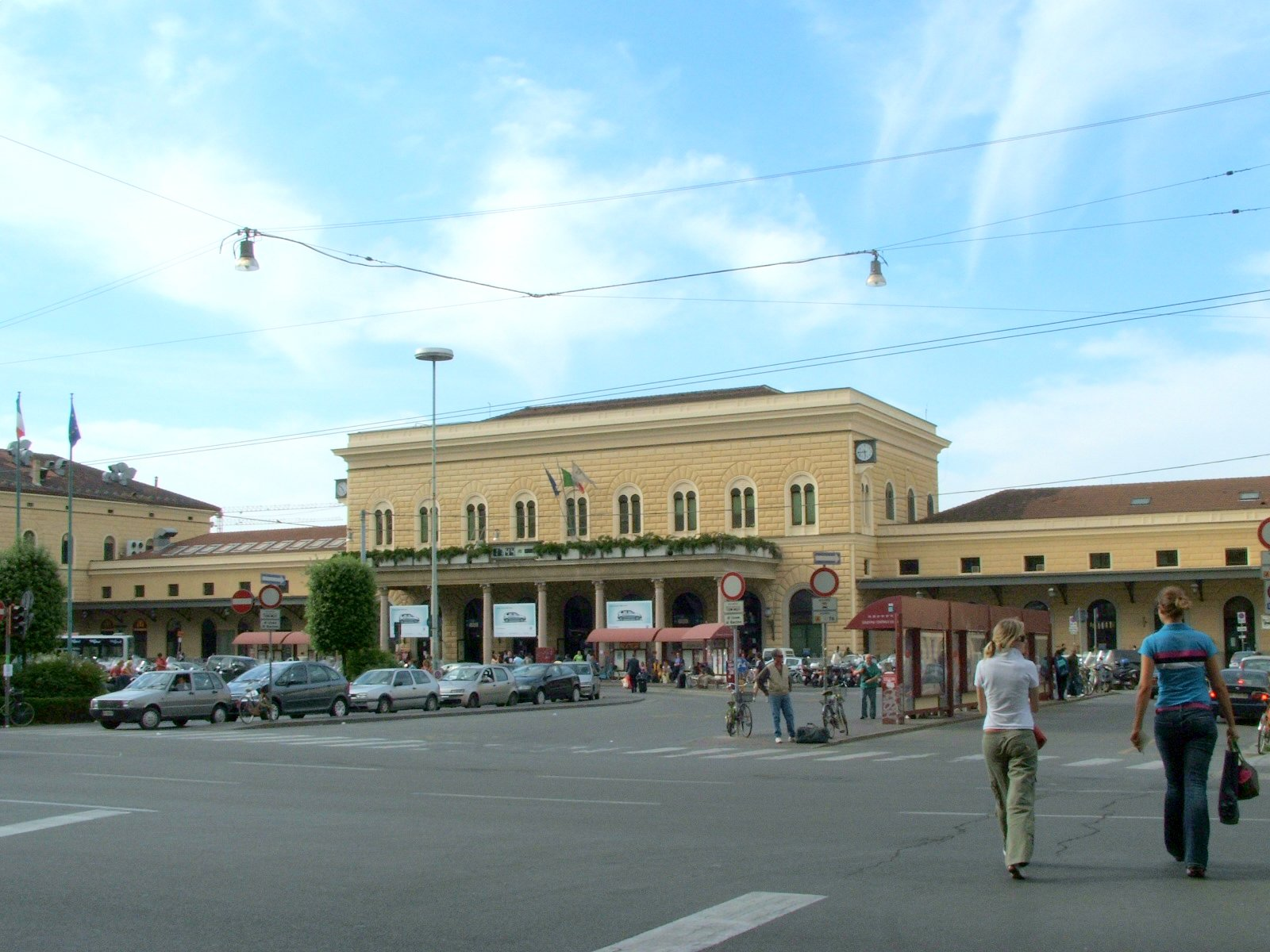
Stazione di Bologna Centrale

Olaszország vasútállomásait négy kategóriába sorolnak az utasforgalma alapján: platina, arany, ezüst és bronz kategóriába.

## Forgalom alapján

### Platina
A Platina kategóriába azok az állomások tartoznak, ahol a napi utasforgalom meghaladja a 6000 főt. Ezek az ország legnagyobb, helyi-, távolsági- és nemzetközi forgalommal rendelkező állomásai.
Összesen 16 állomás tartozik ebbe a kategóriába:
- Stazione di Bari Centrale
- Stazione di Bologna Centrale
- Stazione di Firenze Santa Maria Novella
- Stazione di Genova Piazza Principe
- Stazione di Genova Brignole
- Stazione di Milano Centrale
- Stazione di Milano Porta Garibaldi
- Stazione di Napoli Centrale
- Stazione di Padova
- Palermo Centrale
- Stazione di Pisa Centrale
- Roma Termini
- Torino Porta Nuova
- Venezia Santa Lucia
- Stazione di Venezia Mestre
- Verona Porta Nuova

### Arany
Ebbe a kategóriába a nagyobb állomások tartoznak, helyi- , távolsági, esetleg nemzetközi forgalommal.

### Ezüst
Ebbe a kategóriába a közepes állomások tartoznak, helyi- és távolsági forgalommal.

### Bronz
Ebbe a kategóriába a legkisebb állomások tartoznak, többnyire csak helyi forgalommal.

## Régiónként
- Abruzzo
- Valle d’Aosta
- Puglia
- Basilicata
- Calabria
- Campania
- Emilia–Romagna
- Friuli-Venezia Giulia
- Lazio
- Liguria
- Lombardia
- Marche
- Molise
- Piemont
- Szardínia
- Szicília
- Trentino-Alto Adige/Südtirol
- Toszkána
- Umbria
- Veneto